# ロドルフォ・コタ
ロドルフォ・ダミアン・コタ・ロブレス（Rodolfo Damián Cota Robles、1987年7月3日 - ）は、メキシコ・マサトラン出身のプロサッカー選手。メキシコ代表。クルブ・レオン所属。ポジションは、ゴールキーパー。

## 経歴

### クラブ
CFパチューカでプロキャリアをスタート。
2014年、プエブラFCにレンタル移籍。
2015年6月、CDグアダラハラにレンタル移籍。
2018年5月16日、クルブ・レオンに移籍。

### 代表
U20年代からメキシコ代表に選出されており、2007 FIFA U-20ワールドカップに参加した。
2017年6月にニュージャージーで開催されたアイルランドとの親善試合でA代表初キャップ。

## 代表歴

### 出場大会
- メキシコ代表
  - 2022 FIFAワールドカップ

### 試合数
- 国際Aマッチ 8試合 0得点（2017年-2022年）[7]

| メキシコ代表 | 国際Aマッチ | 国際Aマッチ |
| 年           | 出場        | 得点        |
| ------------ | ----------- | ----------- |
| 2017         | 1           | 0           |
| 2018         | 1           | 0           |
| 2019         | 1           | 0           |
| 2020         | 1           | 0           |
| 2021         | 2           | 0           |
| 2022         | 2           | 0           |
| 通算         | 8           | 0           |

## タイトル
プエブラ
- コパMX: クラウスーラ 2015[8]

グアダラハラ
- リーガMX: クラウスーラ 2017[9]
- コパMX: アペルトゥーラ 2015[10] クラウスーラ 2017[11]
- スーペルコパMX: 2016[12]
- CONCACAFチャンピオンズリーグ: 2018[13]

個人
- リーガMXベストイレブン: 2016-17